# Hermann Glaser

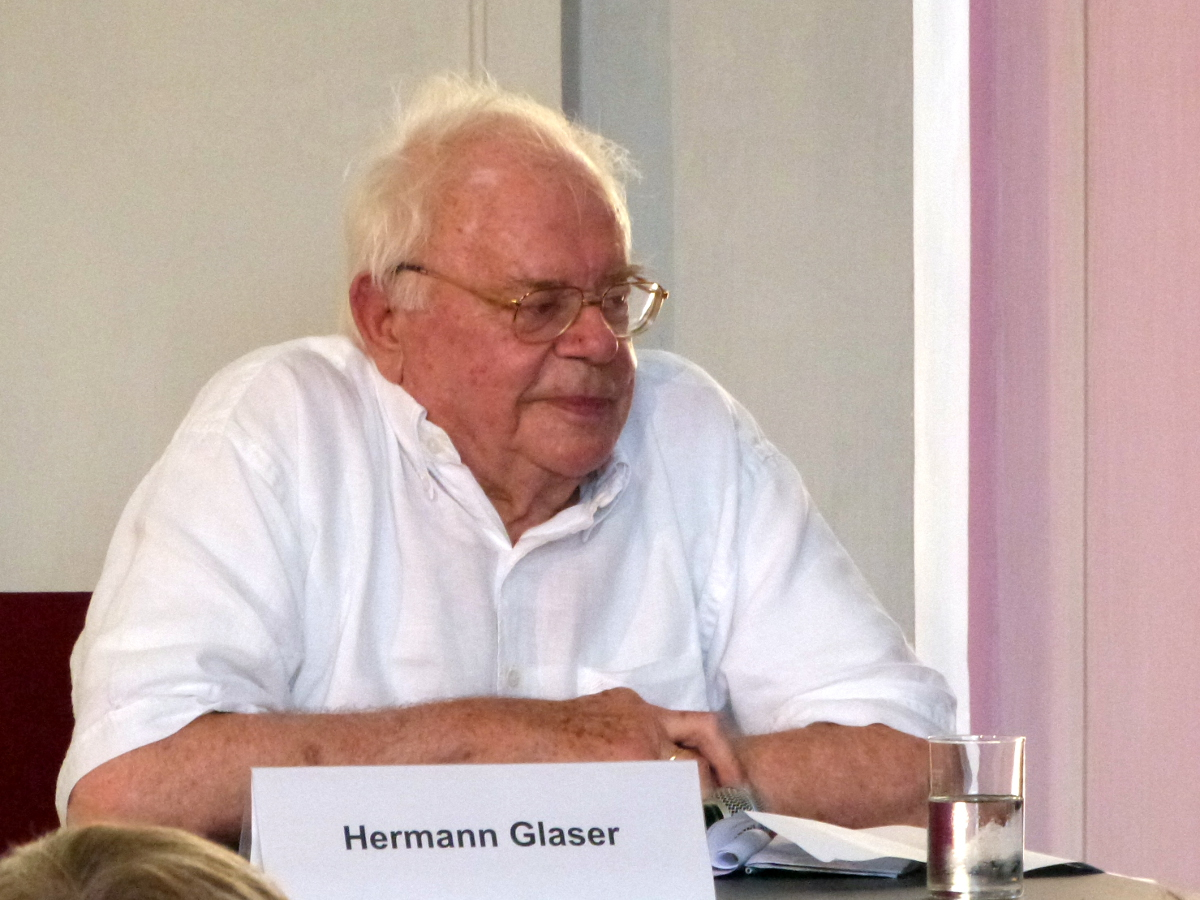
Hermann Glaser, 2015

Hermann Glaser (* 28. August 1928 in Nürnberg; † 18. Juni 2018) war ein deutscher Kulturhistoriker und Publizist.

## Leben
Glaser studierte in Erlangen und Bristol Germanistik, Anglistik, Geschichte und Philosophie. Er promovierte im Jahr 1952 an der Universität Erlangen über Hamlet in der deutschen Literatur. Nach zehn Jahren als Gymnasiallehrer wechselte der erfolgreiche Autor 1964 als Schul- und Kulturdezernent von Nürnberg (bis 1990) in ein politisches Amt. Er forderte ein „Bürgerrecht Kultur“ in der demokratischen Gesellschaft. Um den aus seiner Sicht gegängelten Jugendlichen mehr Freiraum zu geben, war er 1973 ein Mitbegründer des selbst verwalteten Nürnberger Jugendzentrums KOMM. Nach der Massenverhaftung von Nürnberg 1981 stand er den betroffenen 140 Jugendlichen bei. Die Aktion, an deren Auslösung Ministerpräsident Franz Josef Strauß selbst beteiligt war, sollte in Bayern die Staats- und Polizeimacht demonstrieren. Alle Verfahren wurden am Ende niedergeschlagen. (s. Literatur 1981)
Er war Vorsitzender des Deutschen Werkbunds und hatte Lehraufträge an der TU Berlin im Fachgebiet Kommunikationswissenschaft (Honorarprofessur) sowie im Fachbereich „Kultur und Management“ an der Dresden International University.
Glaser verfasste im Jahr 1964 das Buch Spießer-Ideologie, das die Übereinstimmung deutscher Kultur lange zuvor (beginnend mit Goethes Epos Hermann und Dorothea) mit der im Nationalsozialismus hervorkehrte, eben als mittelmäßiges Spießertum, das sich zudem in der Bundesrepublik fortsetze. Später schrieb er unter anderem die Kulturgeschichte der Bundesrepublik Deutschland und die Kleine Kulturgeschichte Deutschlands im 20. Jahrhundert. Er war Mitherausgeber einer deutschen Literaturgeschichte, Hörfunkautor, Essayist und Kolumnist sowie Mitglied im PEN-Zentrum Deutschland. 15 Jahre lang leitete er den Kulturausschuss des Deutschen Städtetags.
Glaser starb im Juni 2018 im Alter von 89 Jahren.

## Ehrungen und Auszeichnungen
- 1985: Waldemar-von-Knoeringen-Preis der Georg-von-Vollmar-Akademie
- 1991: Schubart-Literaturpreis
- 1993: Preis der Stadt Nürnberg
- 2008: Bürgermedaille der Stadt Nürnberg
- 2009: Verdienstkreuz am Bande des Verdienstordens der Bundesrepublik Deutschland
- 2011: Ehrenmitglied der Kulturpolitischen Gesellschaft e. V. (als erstes Ehrenmitglied dieser Mitgliedervereinigung überhaupt)
- 2016: Wolfram-von-Eschenbach-Preis

## Schriften (Auswahl)
- Kleine Kulturgeschichte der Gegenwart mit einem Führer durch das Sachschrifttum, Ullstein Buch Nr. 229, Ullstein Taschenbücher-Verlag GmbH, Frankfurt am Main 1959.
- mit Harald Straube: Nationalsozialismus und Demokratie. Ein Arbeitsbuch zur staatsbürgerlichen Bildung. Bayer. Schulbuch-Verlag, München, 1961.
- mit Jakob Lehmann und Arno Lubos: Wege der deutschen Literatur. Ullstein Verlag, Frankfurt/M., 1961.
- Weltliteratur der Gegenwart – Dargestellt in Problemkreisen. Ullstein Verlag, Frankfurt/M., 1962.
- Spießer-Ideologie. Von der Zerstörung des deutschen Geistes im 19. und 20. Jahrhundert und dem Aufstieg des Nationalsozialismus, (Rombach, Freiburg/Br. 1964, Fischer TB 1985) ISBN 3 596243513
- Eros in der Politik. Eine sozialpathologische Untersuchung. Verlag Wissenschaft und Politik, Köln, 1967.
- Das öffentliche Deutsch. S. Fischer Verlag, Frankfurt/M., 1972; Reihe Fischer; 28, ISBN 3-10-025301-9.
- als Hrsg. mit Axel Silenius: Jugend im Dritten Reich. Tribüne-Verlag, Frankfurt/M., 1975.
- Sigmund Freuds Zwanzigstes Jahrhundert. Hanser, München 1976.
- Kultur der Wilhelminischen Zeit
- Industriekultur und Alltagsleben
- Das Verschwinden der Arbeit. Die Chancen der neuen Tätigkeitsgesellschaft
- Das Dritte Reich – Wie es war und wie es dazu kam – Bericht und Dokumente. 5., überarb. und erg. Neuauflage, Freiburg im Breisgau, Basel, Wien: Herder 1979, 208 S., Herderbücherei, Band 744, Erste Auflage. 1961, Das Dritte Reich – Anspruch und Wirklichkeit (= Herderbücherei, 92). ISBN 3-451-07744-2.
- Franken und der Nationalsozialismus – Fränkischer Nationalsozialismus. In: Der Nationalsozialismus in Franken. Ein Land unter der Last seiner Geschichte. Hrsg. Evangelische Akademie Tutzing, Tutzinger Studien, Texte und Dokumente zur politischen Bildung, Nr. 2/1979, Claudius-Verlag, München, S. 7–19.
- Soviel Anfang war nie: deutscher Geist im 19. Jahrhundert, München und Wien, 1981, ISBN 978-3-446-13304-4
- als Hrsg.: Die Nürnberger Massenverhaftung. Dokumente und Analysen. (Redaktion: Ingke Brodersen). Reinbek bei Hamburg: Rowohlt, 1981, 314 S., ISBN 3-499-14854-4 (rororo 4854: rororo aktuell)
- Die Kulturgeschichte der Bundesrepublik Deutschland (3 Bände). Fischer-Taschenbuch-Verlag, Frankfurt am Main, 1990, ISBN 3-596-10530-7 (Gesamtkassette)
  - Band 1: 1945–1948: Zwischen Kapitulation und Währungsreform
  - Band 2: 1949–1967: Zwischen Grundgesetz und Großer Koalition
  - Band 3: 1968–1989: Zwischen Protest und Anpassung
- Bildungsbürgertum und Nationalismus. Politik und Kultur im Wilhelminischen Deutschland, dtv, München 1993, ISBN 3-423-04508-6.
- Deutsche Kultur: 1945–2000. – Aktualisierte Ausg. – Ullstein Verlag, Berlin 1999.
- Kleine deutsche Kulturgeschichte von 1945 bis heute. S. Fischer Verlag, Frankfurt am Main 2004, ISBN 3-10-025305-1.
- Hermann Glaser, Rainer Lindenmann, Max Ackermann (Hrsg.): Die Feuerbachs – Eine deutsche Familie im 19. Jahrhundert, mit CD. Schrenk Verlag, Gunzenhausen 2006, 144 S., ISBN 3-924270-46-5.
- mit Johann Schrenk: Jean Paul. Schrenk-Verlag, Gunzenhausen 2006, ISBN 3-924270-44-9.
- Die 60er Jahre. Deutschland zwischen 1960 und 1970. Ellert und Richter, Hamburg 2007, ISBN 978-3-8319-0286-6.
- mit Rita Süssmuth: Bildung als globale Herausforderung. Zwei Statements – ein Gespräch. In: Robertson-von Trotha, Caroline Y. (Hrsg.): Kultur und Gerechtigkeit (= Kulturwissenschaft interdisziplinär/Interdisciplinary Studies on Culture and Society, Bd. 2), Baden-Baden 2007, ISBN 978-3-8329-2604-5.
- Georg Wilhelm Friedrich Hegel – Weltgeist in Franken, Schrenk-Verlag, Gunzenhausen 2008, ISBN 978-3-924270-53-7.
- mit Johannes Heisig: Das Gespräch mit einer Forelle ist schon was wert. Projekte Verlag Cornelius, Halle 2012, ISBN 978-3-86237-744-2.
- mit Walter Bauer: Glasers Tierleben. A.M.S.-Verlag, Hersbruck 2011, ISBN 978-3-941353-07-7.
- Adolf Hitlers Hetzschrift „Mein Kampf“. Ein Beitrag zur Mentalitätsgeschichte des Nationalsozialismus. Allitera, München 2014, ISBN 978-3-86906-622-6.
- mit Walter Bauer: Mitbringsel. 55 kleine Geschenke und ihre Kulturgeschichte. Ars vivendi verlag, Cadolzburg 2014, ISBN 978-3-86913-411-6.
- Franken – eine deutsche Literaturlandschaft. Epochen – Dichter – Werke. Schrenk-Verlag, Gunzenhausen 2015, ISBN 978-3-924270-66-7.